# Noahdendron nicholasii
Noahdendron es un género monotípico perteneciente a la familia  Hamamelidaceae que consta de una única especie, Noahdendron nicholasii

## Descripción
Noahdendron nicholasii es un árbol pequeño que alcanza unos 10 m de altura. Sus hojas simples, de oblongas a elípticas, miden hasta 30 cm de largo por 10 cm de ancho. Las estípulas son grandes y foliosas, de unos 2 cm de largo y 1 cm de ancho, y son ovaladas.
La inflorescencia es terminal (es decir, se origina en el extremo de la rama) y tiene forma de espiga. Mide unos 7 cm de largo y contiene numerosas flores pequeñas y sésiles. Los cálices son marrones, los pétalos son morados, rosados o rojos y miden unos 5 mm de largo.
El fruto es una cápsula leñosa pequeña, marrón, de 2 lóbulos, densamente cubierta de finos pelos marrones, y cada lóbulo contiene una semilla marrón de unos 7 mm (0,28 pulgadas) de largo.

## Distribución
Es endémica de  Queensland en Australia.

## Taxonomía
Noahdendron nicholasii fue descrita por P.K.Endress, B.Hyland & Tracey y publicado en Botanische Jahrbücher für Systematik, Pflanzengeschichte und Pflanzengeographie 107: 372. 1985.